# خوسيه كازانوفا
خوسيه كازانوفا (بالإسبانية: José Casanova)‏ (12 مايو 1964 في بيرو - 8 ديسمبر 1987) هو مدرب كرة قدم ولاعب كرة قدم بيروفي في مركز الوسط. شارك مع منتخب بيرو لكرة القدم. أما مع النوادي، فقد لعب مع أليانزا ليما.

## وصلات خارجية
- خوسيه كازانوفا على موقع ناشيونال فوتبول تيمز (الإنجليزية)
- خوسيه كازانوفا على موقع عالم كرة القدم.نت (الإنجليزية)